# Michael Marks
Michael Marks (ur. w czerwcu 1859 w Słonimie, zm. 31 grudnia 1907 w Manchesterze) – brytyjski przedsiębiorca pochodzenia żydowskiego, jeden ze współzałożycieli firmy Marks & Spencer.

## Życiorys
Urodził się w Słonimie, w ówczesnej guberni grodzieńskiej. Jako młodzieniec wyemigrował do Anglii. Przeniósł się do Leeds, gdzie znajdowała się firma Barran, znana z zatrudniania żydowskich imigrantów.
W 1884 poznał właściciela hurtowni. Podpisał z nim umowę, na mocy której handlował jego wyrobami poza obszarem miasta Leeds. Biznes ten okazał się tak opłacalny, że Marks szybko uzyskał niezależność finansową. Dziesięć lat później zdecydował, że aby dalej rozwijać się, musi poszukać wspólnika. Zaoferował współpracę wcześniej opisanemu hurtownikowi, ten jednak odrzucił jego ofertę, przy czym zaproponował kandydaturę Toma Spencera. Spencer zdecydował, że 300 funtów, potrzebnych do rozpoczęcia interesu, będzie dobrą inwestycją.
Dzięki doświadczeniom z przeszłości, a także dzięki negocjowaniu cen bezpośrednio u producenta, przedsiębiorcy mogli rozwijać swoje sklepy w miastach takich jak Manchester, Birmingham, Liverpool, Middlesbrough, Sheffield, Bristol, Sunderland czy Cardiff.
Hurtownia otwarta w Manchesterze w 1897 r. stała się siedzibą imperium, zatrudniającego dzisiaj 70 000 osób i wartego 7 miliardów funtów.
Marks zmarł w 1907 r. jako obywatel brytyjski (był nim od 5 maja 1897).